# Andreï Kravtchouk
Pour les articles homonymes, voir Kravtchouk.
Andreï Iourievitch Kravtchouk (en russe : Андрей Юрьевич Кравчук), né le 13 avril 1962 à Leningrad, en RSFS de Russie (Union soviétique), est un réalisateur et scénariste russe.

## Biographie
Andreï Kravtchouk est né dans la famille d'un père ingénieur et d'une mère médecin. Il a un frère qui est homme d'affaires.
Il a une maîtrise de mathématiques obtenue à l'Université d'État de Saint-Pétersbourg.
Il est initié à l'art cinématographique par Alexeï Guerman qui le recommande comme assistant à Efim Gribov pour la comédie dramatique Nous allons en Amérique (1992). Kravtchouk étudie ensuite dans la classe de Semion Aranovitch à l'Université d’État du cinéma et de la télévision de Saint-Pétersbourg (ru) avant d'être embauché par les studios Lenfilm. Sa carrière commence avec les films documentaires dont il écrit la plupart du temps les scénarios lui-même. Il signe plusieurs épisodes des séries policières comme Ulitsy razbitykh fonareï, Agent natsionalnoï bezopasnosti, Tcherny voron.
En 2005, son film L'Italien est présélectionné pour un Oscar du meilleur film en langue étrangère, mais ne sera pas retenu pour la compétition finale. Il remporte toutefois le Nika, la principale récompense nationale de cinéma en Russie, dans la catégorie Révélation de l'année en 2005. Trois ans plus tard il réalise L'Amiral, un drame historique sur la vie de Koltchak, avec Richard Bohringer dans le rôle du général Janin, qui sera classé parmi les cinq plus gros succès du box-office du cinéma russe.

## Vie privée
Andreï est marié à Elizaveta Kravtchouk, une artiste de porcelaine. Le couple a 2 fils: Nikita et Fedor, qui sont tous les deux réalisateurs.

## Filmographie
Réalisateur
- 2000 : Le Mystère de Noël (en russe : Рождественская мистерия)
- 2005 : L'Italien (Итальянец)
- 2008 : L'Amiral (en russe : Адмиралъ)
- 2016 : Viking, la naissance d'une nation (en russe : Викинг)
- 2019 : L'Union du salut (Союз спасения)
- 2022 : Palmyra (Однажды в Пустыне)
- 2022 : Peter I: The Last Tsar and the First Emperor (Пётр I: Последний царь и первый император)
- 2023 : L'Impératrice (Императрицы)

Scénariste
- 2000 : Le Mystère de Noël (en russe : Рождественская мистерия)

## Prix
- 2005 : Grand prix et Prix du public du Festival du cinéma russe à Honfleur pour L'Italien.